# Comté d'Addison
Pour les articles homonymes, voir Addison.
Le comté d'Addison est situé dans l'ouest de l'État américain du Vermont. Son siège est à Middlebury. Selon le recensement de 2020, sa population est de 37 363 habitants.

## Géographie
La superficie du comté est de 2 093 km2, dont 1 995 km2 de terres. Le principal cours d'eau de la région est l'Otter Creek, il traverse le comté du sud au nord pour se jeter dans le lac Champlain.

## Histoire du comté
Les Iroquois s'installent dans le comté avant l'arrivée des premiers européens. Les Français arrivent en 1609 au Cross Point et étendent leur colonisation le long des rives du lac Champlain. Plusieurs familles de colons français venues de la Nouvelle-France s'établissent à Chimney Point (en) en 1730. En 1731, le fort Saint-Frédéric est érigé au Cross Point. En 1759, les troupes britanniques du général Amherst occupent Cross Point. Le 16 août 1777, la bataille de Bennington marque un tournant en faveur de l'indépendance américaine contre les Britanniques.
Ce comté est créé par une loi de la Législature du Vermont le 18 octobre 1785 à l'époque de la république du Vermont. En 1791, le Vermont rejoint l'Union fédérale. 9 267 personnes habitent alors le comté et le produit principal du comté est le blé. Outre le blé, les agriculteurs commencent à élever des troupeaux. Le canal Champlain est inaugurée en 1823 et les bateaux peuvent naviguer entre le fleuve Hudson et le Canada. Ce qui donne un boom économique à la région. Il y a 26 503 personnes résidentes du comté en 1830. En 1840, le comté produit plus de laine que tout autre comté des États-Unis.
En 2008, le gouvernement fédéral américain déclare le comté une zone sinistrée après les tempêtes et les inondations des 14 au 17 juin 2008.

## Démographie

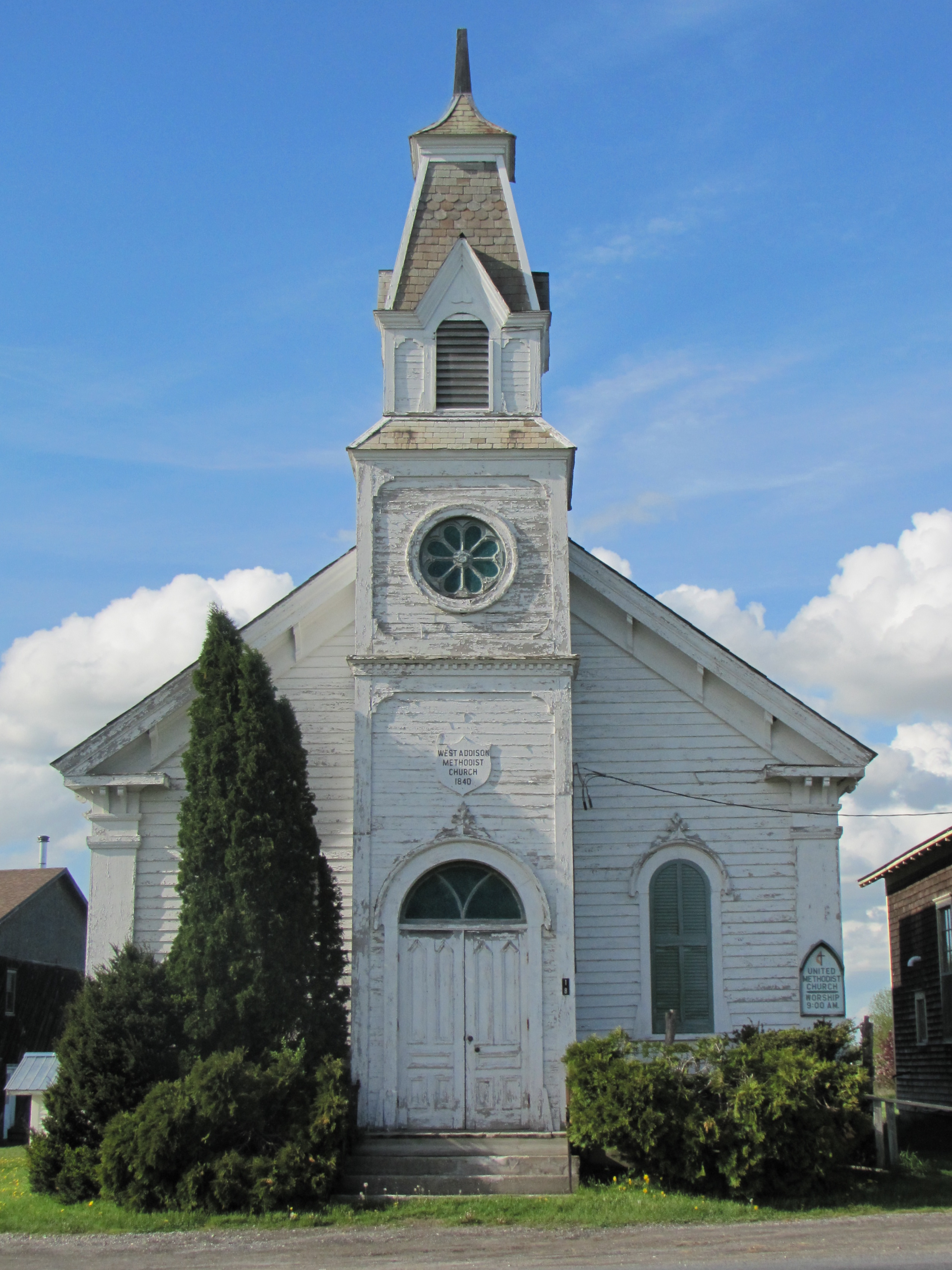
L'église historique méthodiste de West Addison est situé sur la rue de l'Église à Addison (Vermont).

| 1790  | 1810   | 1830   | 1850   | 1870   |
| ----- | ------ | ------ | ------ | ------ |
| 6 420 | 19 998 | 24 940 | 26 549 | 23 484 |

| 1890   | 1900   | 1920   | 1940   | 1960   |
| ------ | ------ | ------ | ------ | ------ |
| 22 277 | 21 912 | 18 666 | 17 944 | 20 076 |

| 1980   | 2000   | 2010   | 2020   | - |
| ------ | ------ | ------ | ------ | - |
| 29 406 | 35 974 | 36 821 | 37 363 | - |

## Politique fédérale
| Année | Démocrate     | Républicain  |
| ----- | ------------- | ------------ |
| 2008  | 68,6 % 13,202 | 29,5 % 5,667 |
| 2004  | 60,0 % 11,147 | 38,1 % 7,077 |
| 2000  | 51,3 % 8,936  | 39,9 % 6,953 |

## Comtés adjacents
- Comté de Chittenden (nord)
- Comté de Washington (nord-est)
- Comté d'Orange (est)
- Comté de Windsor (sud-est)
- Comté de Rutland (sud)
- Comté de Washington, New York (sud-ouest)
- Comté d'Essex, New York (ouest)